# Zhang Yan (football)
Pour les articles homonymes, voir Zhang Yan.
Zhang Yan (en chinois :  张岩) est une footballeuse internationale chinoise née le 6 août 1972. Elle évolue au poste d'attaquante durant sa carrière.

## Carrière

### En club
Zhang Yan évolue notamment sous les couleurs du club du Dalian Football Club.

### En sélection
Zhang Yan est sélectionnée avec l'équipe de Chine pour participer à la Coupe du monde 1991. Elle dispute deux rencontres durant le tournoi dont le quart de finale perdu face à la Suède.
Elle fait partie du groupe sélectionné pour participer aux Jeux olympiques en 1996, elle ne dispute cependant aucun match durant le tournoi.